# Stratovarius
Gli Stratovarius sono un gruppo musicale power metal finlandese, fondato a Helsinki nel 1984 dal batterista e cantante Tuomo Lassila, dal chitarrista Staffan Stråhlman e dal bassista John Vihervä. Sono diventati famosi però con la formazione che vedeva Timo Tolkki alla chitarra, Timo Kotipelto alla voce, Jens Johansson alle tastiere, Jari Kainulainen al basso e Jörg Michael alla batteria. Timo Tolkki è inoltre l'autore della maggior parte delle musiche e dei testi.
Nel 1997, con Visions, approfittando del filone power metal che tornava di moda cavalcarono l'onda e, grazie ai loro pezzi molto veloci e tecnici, divennero uno dei gruppi più famosi al mondo nel loro genere.
I testi riflettono spesso l'angoscia per la distruzione della natura sulla Terra, come per esempio Visions (Southern Cross) e Paradise.

## Storia del gruppo

### Gli esordi (1984-1989)

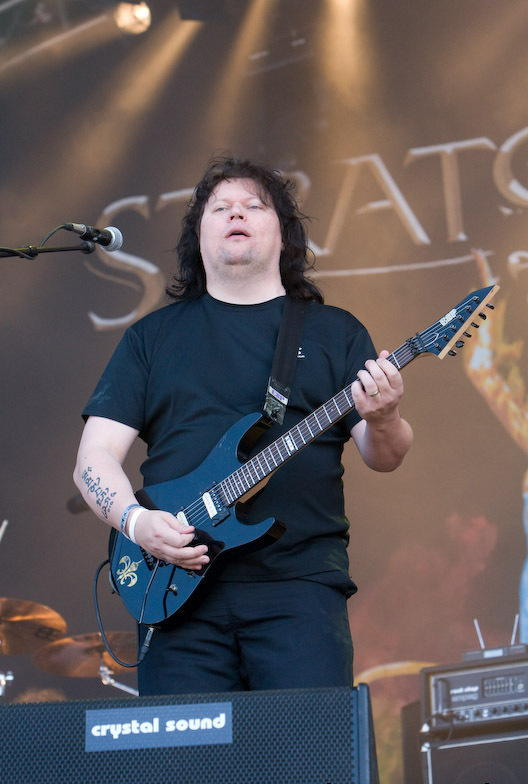
Timo Tolkki, membro fondatore del gruppo che lasciò la formazione nel 2008

Gli Stratovarius (nome che deriva dalla fusione di Stratocaster e Stradivarius) furono fondati nel 1984 a Helsinki con il nome Black Water dal batterista e cantante Tuomo Lassila, dal chitarrista Staffan Stråhlman e dal bassista John Vihervä. La musica dei giovani Stratovarius era molto differente da quella che li porterà al futuro successo. Il gruppo era infatti molto melodico e di stile classico, influenzato dalla musica e dallo stile dei Black Sabbath e in particolare di Ozzy Osbourne.
Verso la fine del 1984 il bassista John Vihervä lasciò il gruppo, venendo sostituito da Jyrki Lentonen, ex compagno di band di Timo Tolkki in un gruppo chiamato Road Block. Dopo alcune piccole esibizioni live anche Stråhlman nel 1985 lasciò il gruppo, pochi giorni prima di un importante concerto a Aalborg, in Danimarca. Staffan fu sostituito da Timo Tolkki, abile chitarrista e cantante influenzato dallo stile musicale di Ritchie Blackmore e dei Rainbow, oltre che apprezzatore della musica gotica. Il suo ingresso nella band permise anche a Tuomo di concentrarsi unicamente sulle parti di batteria, lasciando interamente al nuovo innesto le parti vocali.
Nel 1987 la band pubblicò il suo primo demo, contenente le tracce Future Shock, Fright Night e Night Screamer e nello stesso anno aggiunse alla sua formazione un tastierista, Antti Ikonen. Nel 1988 fu pubblicato il primo singolo degli Stratovarius, intitolato Future Shock/Witch Hunt, che fece sì che la band potesse iniziare a mostrare tutte le sue qualità, divenendo in breve tempo una delle principali realtà finlandesi.

### L'ascesa (1989-1997)
Nel 1989 gli Stratovarius pubblicarono il loro secondo singolo, intitolato Black Night/Night Screamer, a cui seguì nel maggio dello stesso anno il loro primo album, intitolato Fright Night. La band partì per una lunga tournée che occupò l'intera estate e gran parte dell'autunno, concludendosi con l'apparizione al Giants of Rock nei pressi della città di Hämeenlinna dove il gruppo suonò al fianco di gruppi famosi come gli Anthrax. Finito il tour il bassista Jyrki Lentonen lasciò la band e venne momentaneamente sostituito da Jari Behm.
Nei primi mesi del 1990 il gruppo iniziò a comporre nuovi brani e nel 1991 tornò in uno studio di registrazione per produrre un nuovo album. Il disco fu pubblicato nei primi mesi del 1992 in Finlandia, intitolandosi Stratovarius II, ma successivamente, visti gli ottimi incassi, fu pubblicato nell'ottobre dello stesso anno in tutta Europa con il titolo Twilight Time. Raggiunte anche qui ottime vendite, l'album ottenne la pubblicazione anche in Giappone, dove si piazzò in poche settimane alla posizione numero 10 nella classifica dei migliori dischi provenienti dall'estero e nel 1993 divenne miglior disco d'importazione.

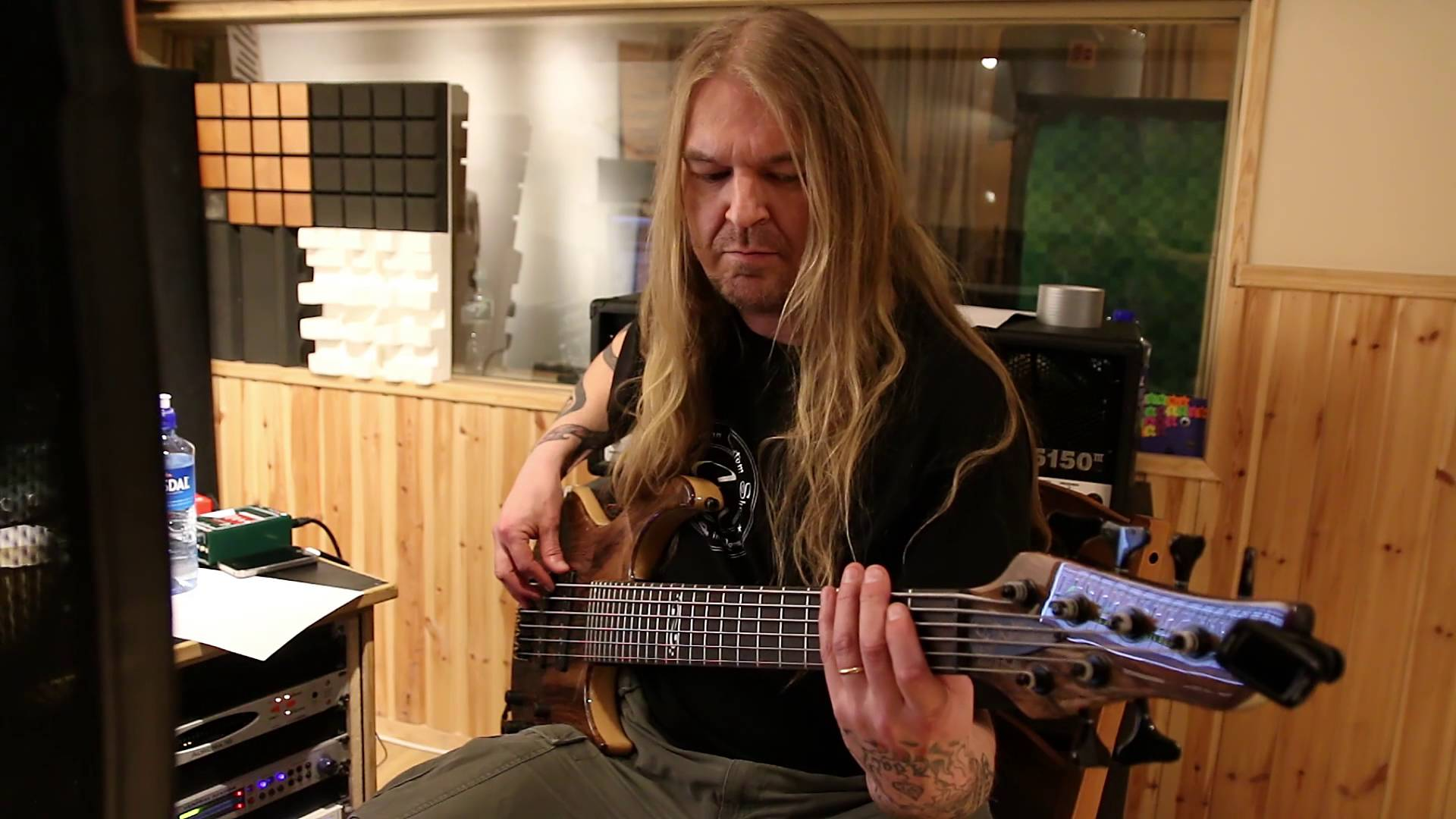
Jari Kainulainen

Poco dopo l'uscita dell'album Behm chiese di potere abbandonare il gruppo e fu così definitivamente sostituito dal bassista Jari Kainulainen. Con la nuova formazione la band partì per un tour mondiale di quasi un anno con un gran numero di tappe oltreoceano.

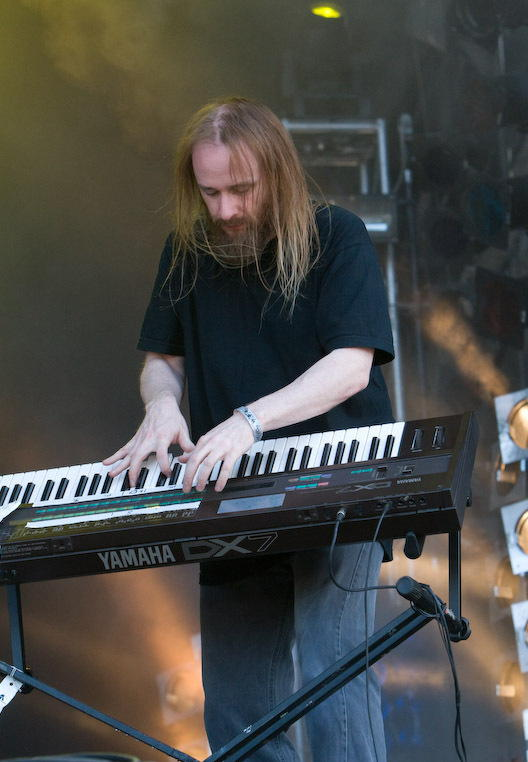
Il tastierista Jens Johansson durante un concerto.

Nel febbraio 1994 uscì il terzo album degli Stratovarius, intitolato Dreamspace. Il disco ottenne molte lodi dalla critica di settore e portò una maggiore popolarità alla band, grazie anche a tracce classiche come Dreamspace, 4th Reich e Chasing Shadows. Nel giugno dello stesso anno il gruppo volò nuovamente in Giappone per suonare a Tokyo, Osaka e Nagoya. Tornata in Europa, la band si esibì nel celebre locale finlandese Shadow Club a Helsinki.
Intanto la band aveva iniziato a produrre nuovo materiale e nell'autunno tornò in studio di registrazione, mentre Timo Tolkki aveva realizzato il suo sogno di pubblicare un disco da solista, intitolato Classical Variations and Themes e contenente alcune tracce, come Fire Dance Suite, che erano state scritte inizialmente per gli Stratovarius.

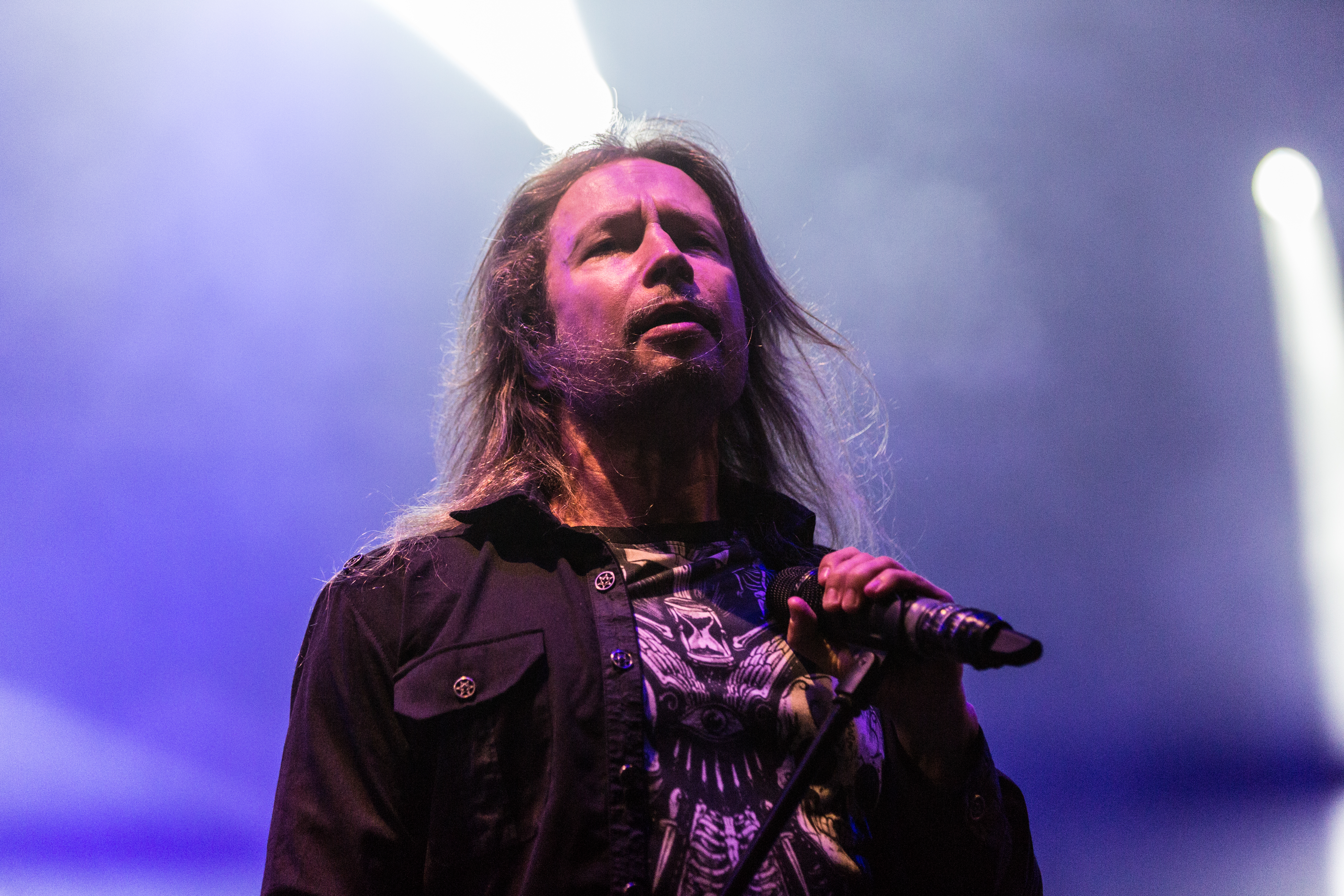
Timo Kotipelto

Nello stesso anno Tolkki decise di abbandonare le parti vocali per incentrarsi solo sulle parti di chitarra e iniziò perciò a ricercare un cantante per il gruppo. Dopo alcune audizioni nel 1995 Timo Kotipelto fu inserito definitivamente come nuovo cantante degli Stratovarius. Con questa formazione fu pubblicato l'album Fourth Dimension nel marzo 1995. In questo disco, campione di incassi, Timo presentò per la prima volta parti di chitarra molto complesse e tecniche, elementi che rafforzarono di molto la qualità del sound del gruppo.
La band partì così per un nuovo tour con tappe in Germania, Svizzera, Paesi Bassi, Finlandia, Grecia e Giappone. Dopo questa uscita Tuomo Lassila e Antti Ikonen lasciarono la band e vennero rispettivamente sostituiti dal batterista Jörg Michael e dal tastierista Jens Johansson. Il cambio di formazione avvenne per vari motivi, il principale dei quali è legato a divergenze musicali e stilistiche con gli altri componenti.

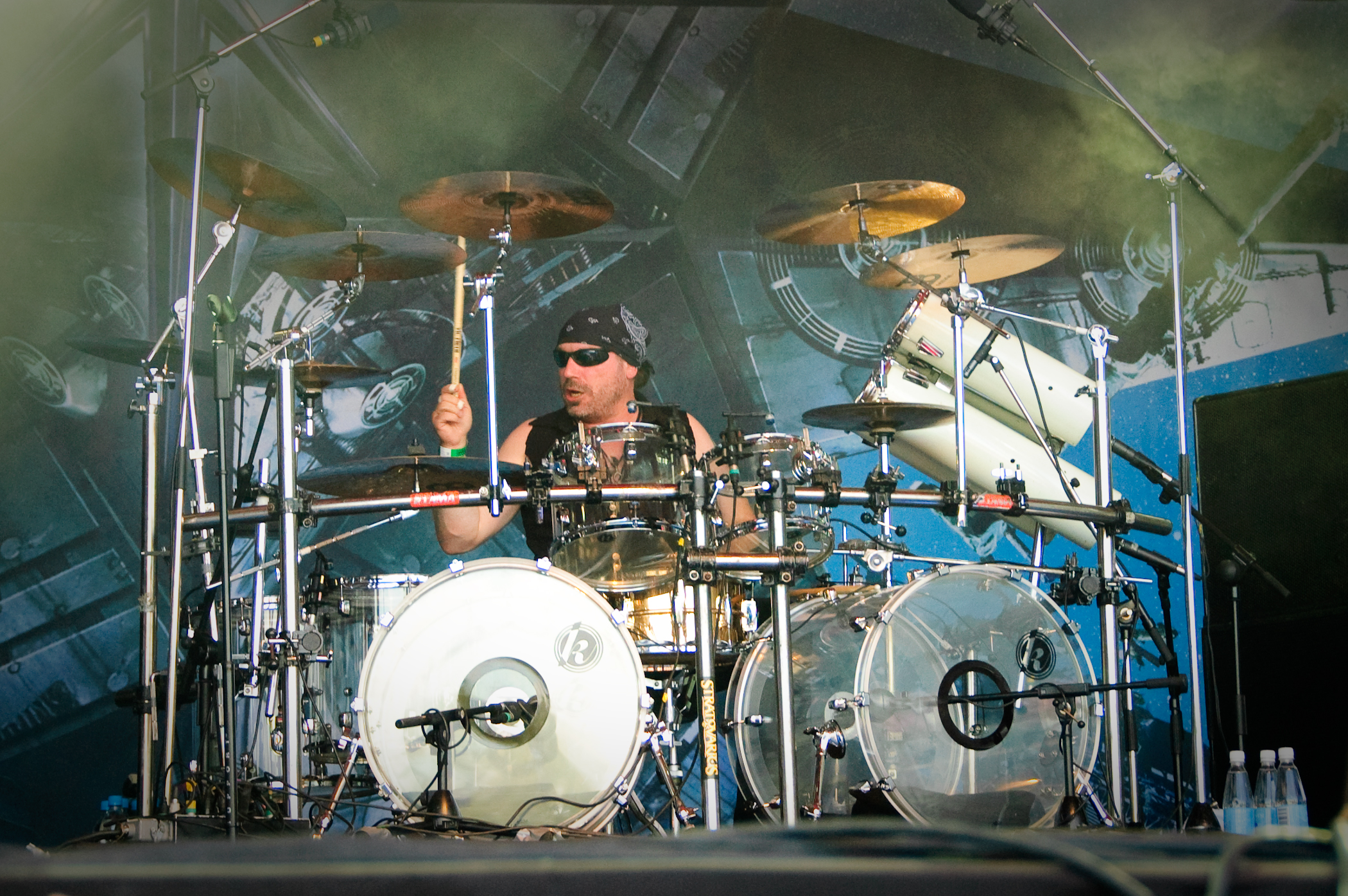
Jörg Michael con il gruppo nel 2009

La registrazione del nuovo album, Episode, prese luogo ai Finnvox Studios di Helsinki. Pubblicato nel 1996, il disco presentò nuovi miglioramenti nello stile e nel sound del gruppo che divenne, grazie anche ai nuovo innesti Johansson e Michael, molto più drammatico, melodico e sinfonico dei precedenti album. Inoltre, per la prima volta, la band registrò con un coro composto da quaranta cantanti e un'orchestra con venti musicisti. L'album contenne inoltre le tracce classiche Father Time, Eternity e Will the Sun Rise?, ricordate tra i maggiori successi della band.

### Il successo (1997-2003)
Il successivo album, intitolato Visions, uscì nell'aprile 1997 e salì fin dalla prima settimana alla posizione numero 5 delle classifiche finlandesi (in Italia raggiunse la posizione numero 26), rimanendo in classifica per le successive 24 settimane. Secondo la critica Visions è considerato il capolavoro della band, nonché l'album della loro definitiva consacrazione e uno dei più influenti nel panorama power metal. Ottenendo anche un grandissimo numero di vendite all'estero la band decise di partire per un nuovo tour con tappe in Giappone, Europa e Sud America. Visions raggiunse le 20 000 copie vendute in Finlandia, ottenendo così per la prima volta nella storia del gruppo il disco d'oro, celebrato con una grande festa al Tavastia Club di Helsinki il 10 giugno 1998.
Nel marzo dello stesso anno fu anche pubblicato il primo album live degli Stratovarius, denominato Visions of Europe, pubblicato in versione doppio CD della durata di cento minuti complessivi, registrato durante le esibizioni tenute a Milano e Atene, e divenuto un grande successo per critica e vendite della band.
Nell'aprile 1998 gli Stratovarius tornarono nei Finnvox Studios per produrre, tra la primavera e l'autunno, un nuovo album, denominato Destiny, che fu pubblicato il 5 ottobre 1998. Il primo singolo del disco fu "SOS" che fu pubblicato prima della pubblicazione dell'album il 17 agosto e salì le classifiche finlandesi giungendo fino alla posizione numero 3. Incredibilmente, alla vigilia dell'uscita di Destiny, le classifiche della Finlandia presentavano già il disco alla numero 1 e, dopo poche settimane, l'album venne premiato nuovamente con il disco d'oro, il secondo ottenuto dalla band nel 1998.

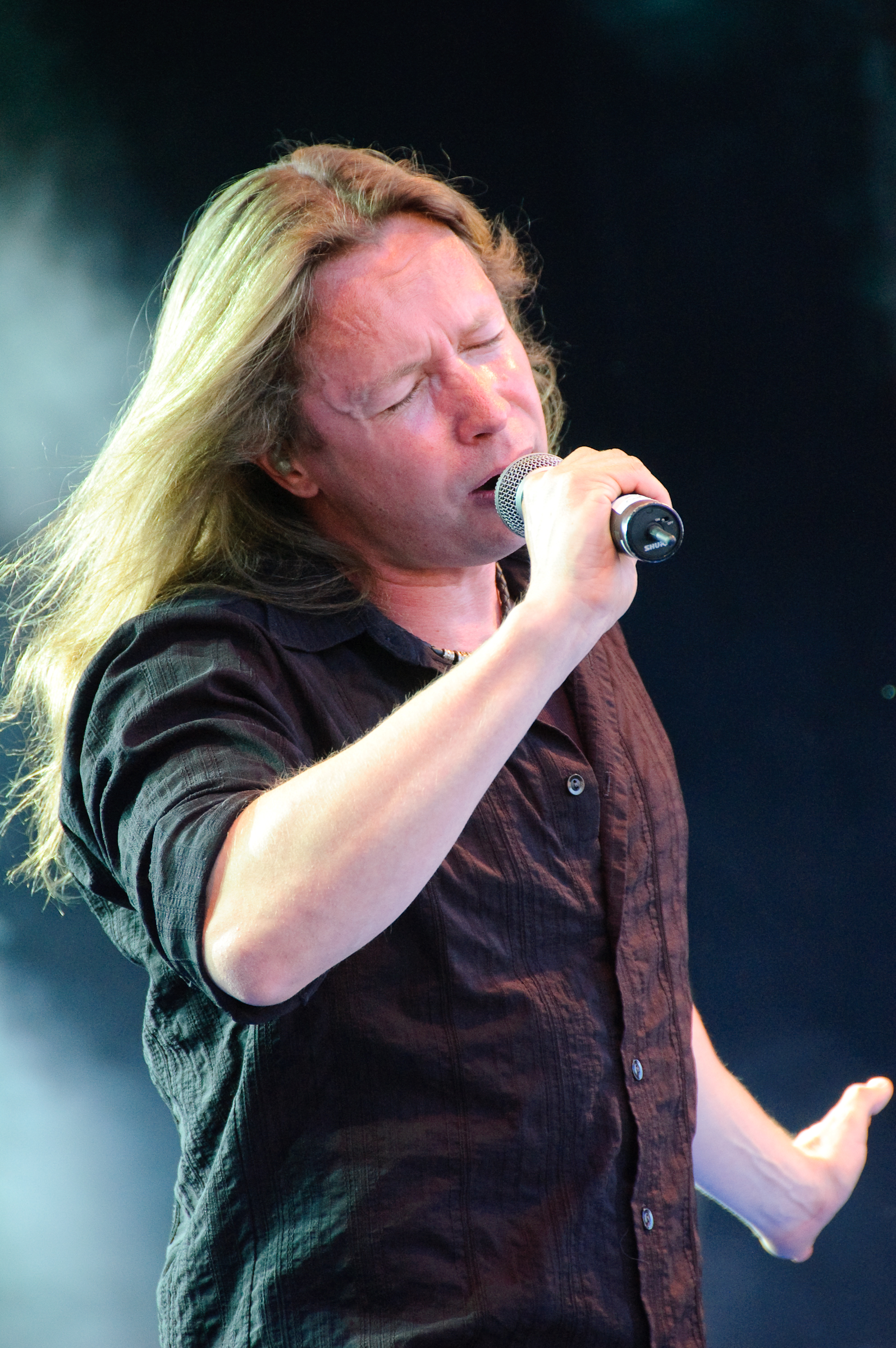
Il cantante Timo Kotipelto durante un concerto del 2009.

Sempre nel 1998 la band fu eletta come "Miglior gruppo Finlandese del 1998" dalla rivista "SFP" e il video del brano "SOS" fu votato come "Best Domestic Metal Video" in Finlandia. Gli Stratovarius furono anche inseriti come seconda miglior band finlandese nelle classifiche della rivista "Soundi", Timo Tolkki fu votato come "Best Musician" ("Miglior Musicista"), Timo Kotipelto fu terzo nella categoria "Best Singer" ("Miglior Cantante"), l'album Destiny fu votato come secondo miglior album e il brano "SOS" come seconda migliore canzone dell'anno. Timo fu anche inserito nella categoria "Wondeful Person" e Jens fu votato in alcune classifiche estere. L'intera band ottenne infine un importante riconoscimento dalle industrie di registrazione finlandesi che donarono al gruppo il premio "Emma", destinato alle migliori band di esportazione.
Il 1999 vide gli Stratovarius al lavoro in studio di registrazione per produrre il loro nuovo album, pubblicato dalla Nuclear Blast il 28 febbraio 2000 con il titolo Infinite. Il disco, a lungo atteso dai fan, si rivelò ottimo e glorioso al pari dei precedenti, divenendo, per la terza volta nella storia del gruppo, disco d'oro in Finlandia.
Verso la fine del 2000 gli Stratovarius partirono per il loro tour più lungo e glorioso della storia, che pubblicizzò e ripropose le tracce dei precedenti album di fronte a più di 300.000 persone. Terminata la tournée la band decise di prendersi un periodo di pausa di quasi un anno, durante il quale alcuni musicisti, come Timo Tolkki e Timo Kotipelto, lavorarono su alcuni album da solisti.
Durante la pausa il gruppo pubblicò comunque un disco, intitolato Intermission e pubblicato nel 2001, contenente varie tracce non pubblicate in precedenza e brani live, che presentò un ritmo complessivo più lento e tecnico rispetto alle precedenti edizioni.

### La crisi, la momentanea rinascita e la separazione (2003-2008)
Nell'estate 2002 la band si riunì e tornò in studio di registrazione per pubblicare, il 27 gennaio 2003, un nuovo album, intitolato Elements Pt. 1. Il disco si rivelò un insuccesso sul piano delle vendite. Stessa sorte ebbe anche il successivo disco, Elements Pt. 2, che, pubblicato nell'ottobre dello stesso anno dopo un lungo tour iniziato il 19 marzo, non fu apprezzato né dalla critica né dai fan.

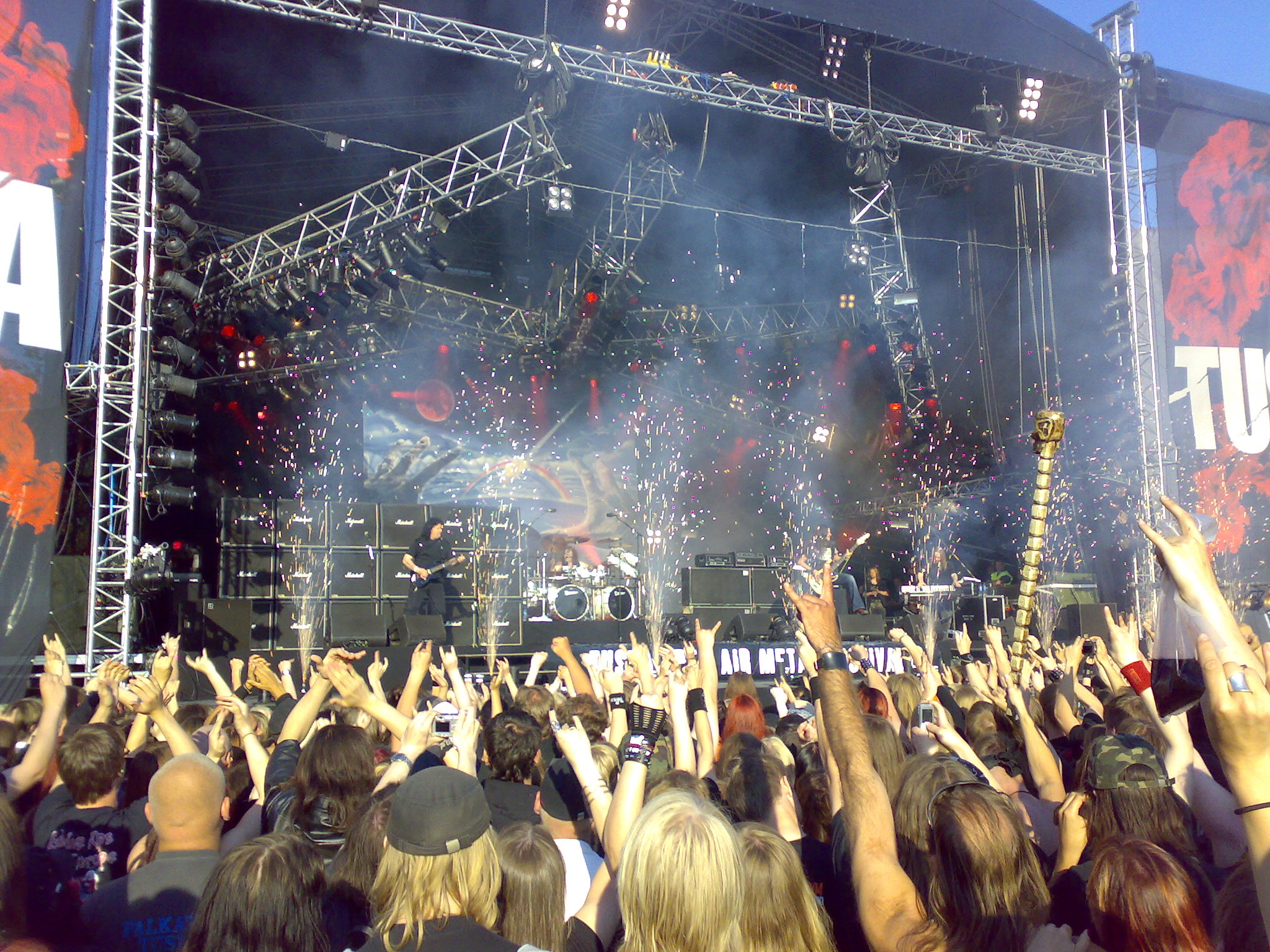
Gli Stratovarius dal vivo a Tuska nel 2007

L'8 dicembre 2003 Timo Kotipelto e Jörg Michael lasciarono il gruppo a causa di problemi di natura musicale con Timo Tolkki. Nei primi mesi del 2004 lo stesso Timo lasciò gli Stratovarius venendo sostituito, nel febbraio 2004, da una cantante donna, l'esordiente Katriina "Miss K" Wiiala, mentre Jorg doveva essere sostituito da Anders Johansson, fratello di Jens e batterista degli Hammerfall, il quale rifiutò il posto per continuare a suonare con il suo gruppo. Nel marzo 2004 Timo Tolkki fu assalito e accoltellato mentre si trovava in Spagna. Sopravvissuto all'attacco, rimase a lungo ricoverato in seguito a una grossa depressione con forti pulsioni suicide. Terminato il ricovero, nel maggio 2004, Miss K fu allontanata dagli Stratovarius, i quali decisero di ricreare la vecchia formazione.
Ricompattatasi così la band, nell'estate 2004 gli Stratovarius si esibirono in alcuni festival metal, anche se la "reunion" definitiva della band fu ufficializzata solo nel gennaio 2005, quando si concretizzò l'uscita di un nuovo album con titolo Stratovarius. Tale album presentò testi pieni di tristezza e nostalgia ma contemporaneamente carichi di una forte energia. Alcuni fan lo considerarono come un nuovo inizio per il ritorno degli Stratovarius, ma la maggioranza dei critici lo ritiene tuttora il peggior album della band, molto distante dai fasti di Visions, con un approccio più "essenziale" che segna l'abbandono delle ritmiche in doppia cassa e dei virtuosismi strumentali di chitarra e tastiera.

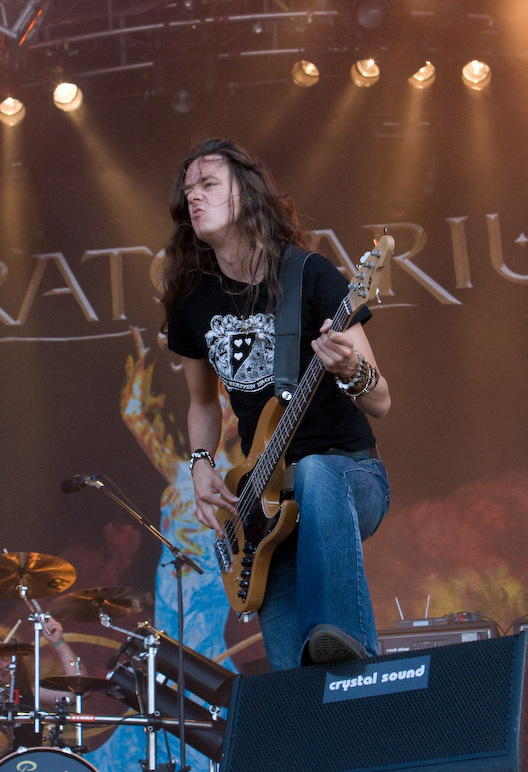
Lauri Porra dal vivo con la band nel 2007.

Dopo un lungo tour europeo il bassista Jari Kainulainen lasciò il gruppo nel luglio 2005 e fu sostituito da Lauri Porra, musicista che aveva già lavorato con Kotipelto per i suoi dischi solisti. Con questa formazione fu pubblicata la raccolta Black Diamond: The Anthology nel 2006. La band, poco dopo, annunciò che era in preparazione un nuovo disco per il 2008 senza però svelare il titolo (gli unici indizi che lasciarono trapelare furono le iniziali: R... R...), e al Wacken Open Air del 29 luglio venne presentato quello che doveva essere il primo singolo dell'album: "Last Night on Earth". Per pubblicizzare l'uscita dell'ultima fatica era già pronto a partire dal 2008 un tour mondiale, ma il 2 aprile 2008 Timo Tolkki, con un lungo comunicato nel suo sito ufficiale, arrivò a proclamare lo scioglimento della band.
I restanti membri della band, tuttavia, risposero dopo poco tempo con un comunicato sul sito ufficiale degli Stratovarius, annunciando la loro volontà di continuare a fare musica senza Tolkki, il quale venne accusato di avere agito per avidità. L'ex leader, per tutta risposta (e non senza intenti polemici), annunciò quindi la sua volontà di cedere i diritti di sfruttamento del nome "Stratovarius" a Jens Johansson, Timo Kotipelto e Jörg Michael. Tolkki, nel frattempo, fondò i Revolution Renaissance, il cui nome doveva essere quello del nuovo album degli Stratovarius. Il primo album della nuova band, "New Era", è uscito il 6 giugno 2008, ed è stato realizzato (con l'apporto vocale di Michael Kiske e Tobias Sammet), sfruttando il materiale che Tolkki aveva inizialmente destinato al ritorno degli Stratovarius.

### Polaris, Elysium e l'abbandono di Michael
A giugno la band si riunisce senza Timo Tolkki. Quest'ultimo, tramite il forum della sua nuova band Revolution Renaissance, ipotizzò per il 2009 un album di riunione con gli storici membri degli Stratovarius Tuomo Lassila (batteria) e Antti Ikonen (tastiera): se l'annuncio fosse stato confermato si sarebbe riunita per 3/4 la formazione che aveva dato alla luce gli album Fright Night, Twilight Time, Dreamspace e Fourth Dimension.

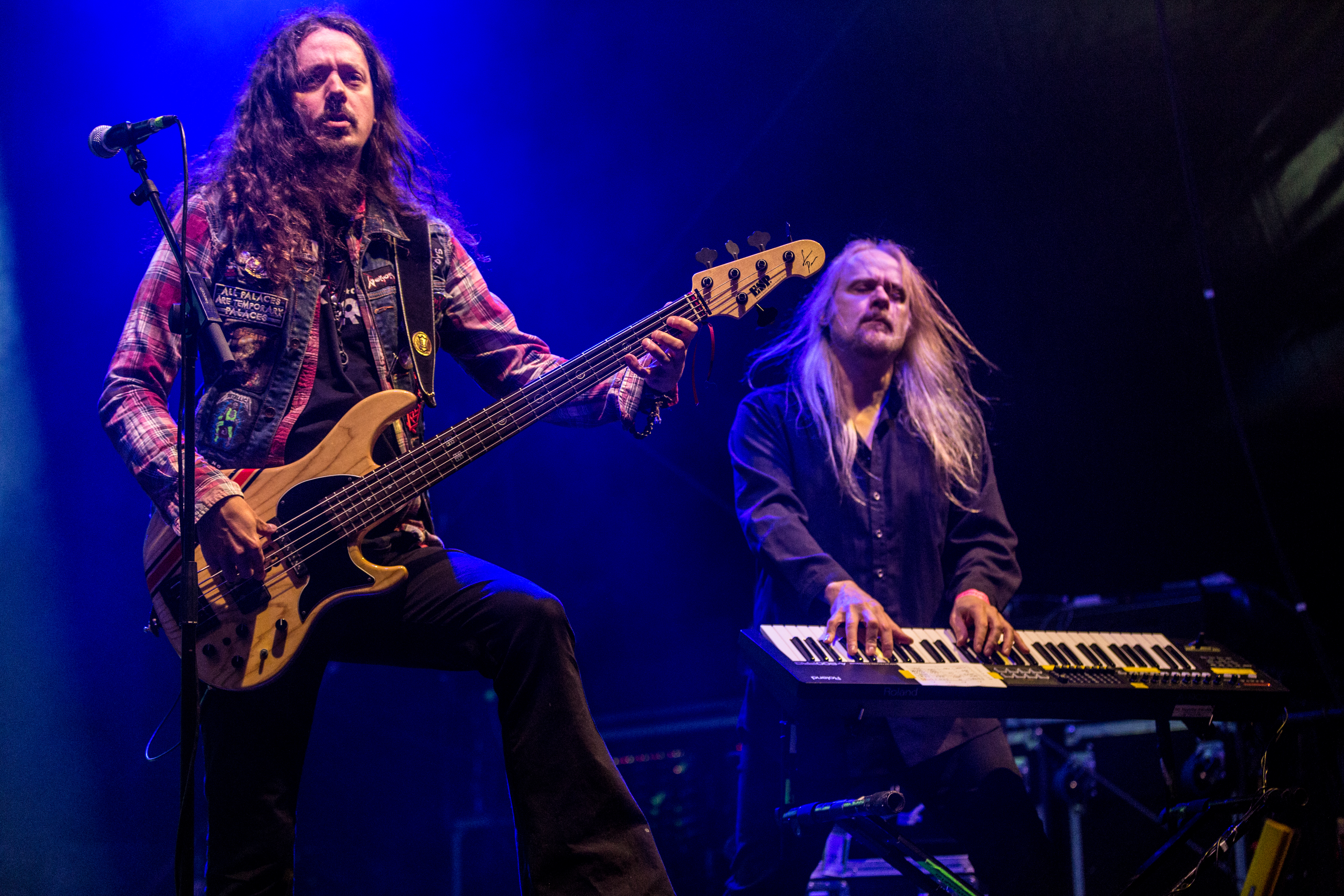
Lauri Porra e Jens Johansson

Successivamente, il 22 agosto 2008, sul sito ufficiale degli Stratovarius comparve la notizia che i membri restanti della band avevano scelto il nuovo chitarrista che sarebbe andato a sostituire Tolkki: il venticinquenne Matias Kupiainen, con il quale registrarono un nuovo album inizialmente chiamato King of Nothing, ma poi rinominato Polaris, che uscì il 15 maggio 2009 sul mercato internazionale su etichetta earMUSIC/Edel. In precedenza avevano reso noto che la band avrebbe usato lo storico nome di "Stratovarius". Subito dopo la pubblicazione dell'album partirono per un lungo tour mondiale che durò fino a febbraio 2010.

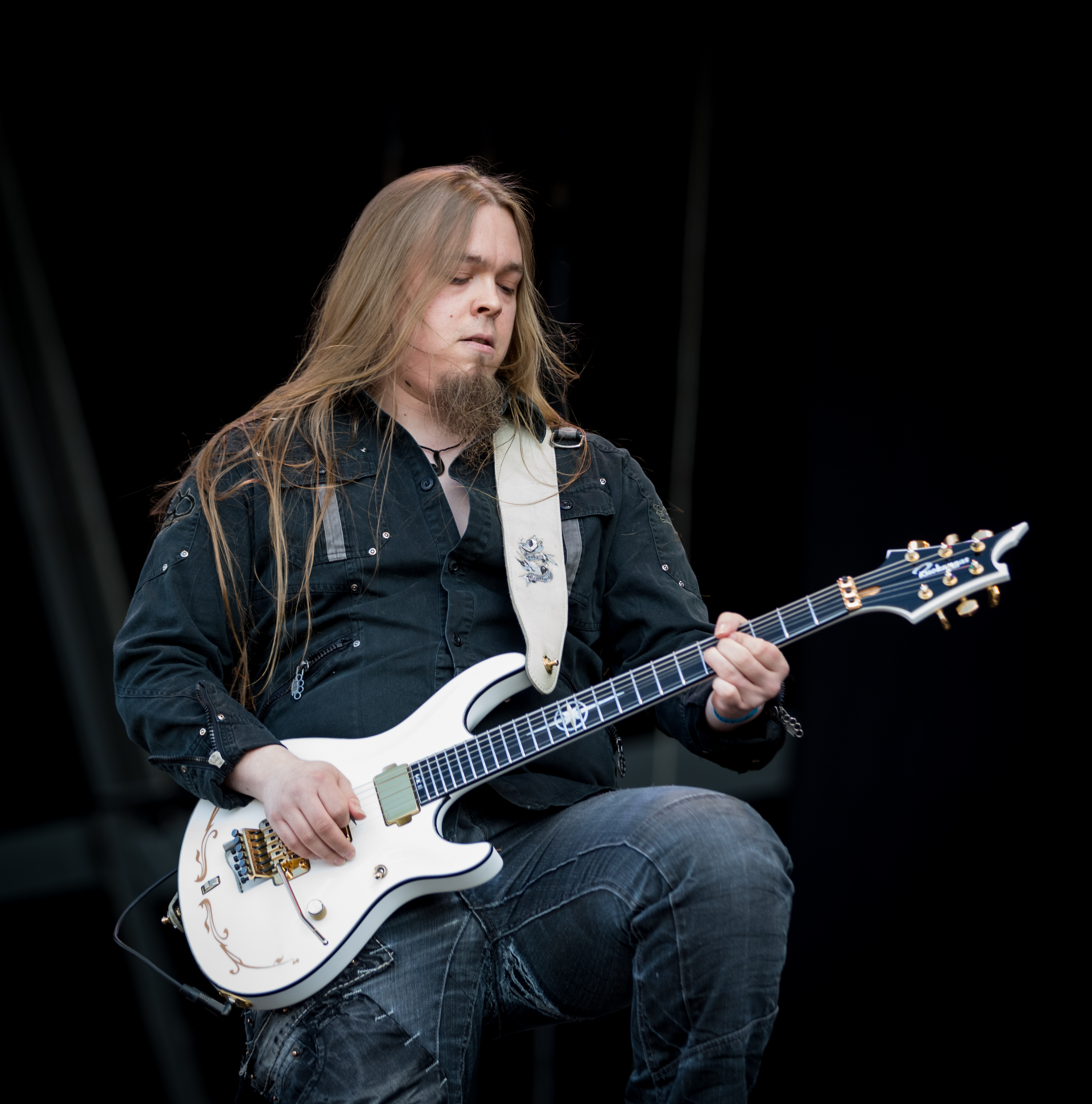
Matias Kupiainen

Il 3 settembre 2010, tramite un post sul blog ufficiale della band finlandese, venne annunciato l'uscita del nuovo album per il 2011.
Il 17 ottobre 2010 apparve un topic sul forum della band secondo il quale sarebbe stato pubblicato un EP intitolato "Darkest Hours" il 26 novembre; sempre sul blog veniva messo in evidenza il titolo del nuovo disco della band, ossia Elysium, e la data di uscita, il 12 gennaio 2011 in Asia e il 14 gennaio in tutto il mondo per le etichette Edel/Ear music e JVC.

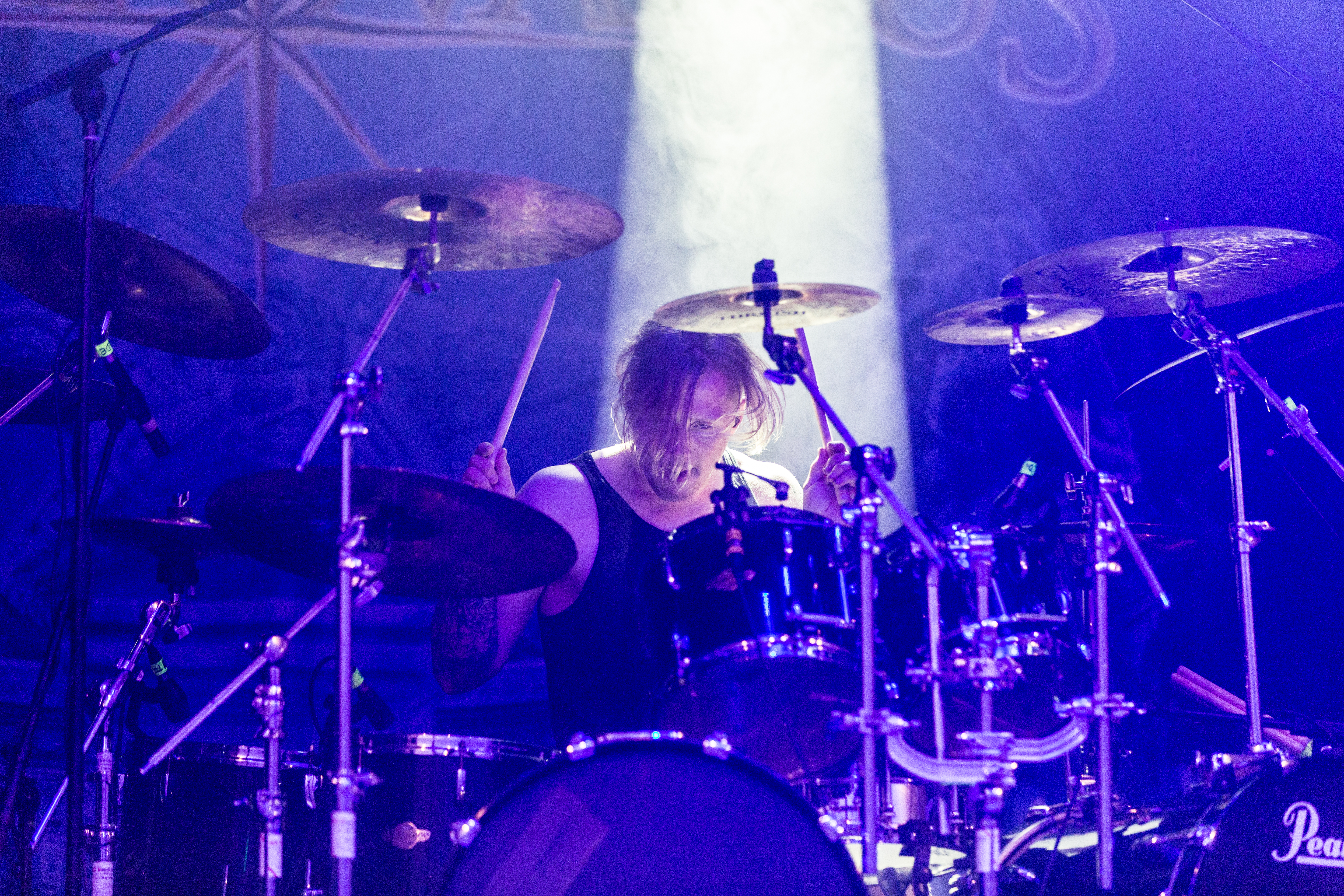
Rolf Pilve

Il 18 novembre 2010, durante la sessione di registrazione del nuovo album il batterista Jörg Michael dichiarò di dovere abbandonare la band perché affetto da tumore alla tiroide; come suo sostituto venne annunciato Alex Landenburg. Il 24 dicembre 2010, però, lo stesso Michael annunciò sul sito della band il suo rientro nelle file del gruppo, per poi annunciare, successivamente, il definitivo ritiro al termine delle date del "Farewell Tour", dedicato proprio al suo abbandono. Durante un'intervista prima dello show che verrà pubblicato come DVD, Timo Kotipelto ha dichiarato che la band sta facendo del suo meglio per rimpiazzare Michael e che infatti entreranno in studio intorno ad aprile per registrare un nuovo album. Il 20 giugno 2012, gli Stratovarius, tramite comunicato ufficiale sul loro sito web, annunciano Rolf Pilve come sostituto di Jörg Michael dietro le pelli, il debutto ufficiale del nuovo batterista è avvenuto sul palco del Tavastia Club di Helsinki l'11 luglio 2012. Con il nuovo batterista viene pubblicato "Nemesis", album uscito nel 2013.
Nel 2015 esce il 15º album intitolato Eternal, un disco che mantiene pressoché invariato lo stile tipico della band, mentre nel 2017 lo storico bassista Jari Kainulainen torna a suonare nella band per una serie di show in sostituzione di Lauri Porra.
Nel 2019, in occasione dello show tenuto il 22 marzo a Helsinki, gli Stratovarius hanno pubblicato una foto sui loro social network insieme agli ex compagni Timo Tolkki e Jörg Michael.
Nel 2022 esce Survive, 16º album in studio della band.

## Formazione

### Formazione attuale
- Timo Kotipelto - voce (1994 - 2004, 2005 - presente)
- Jens Johansson - tastiere (1995 - presente)
- Lauri Porra - basso (2005 - presente)
- Matias Kupiainen - chitarra (2008 - presente)
- Rolf Pilve - batteria (2012 - presente)

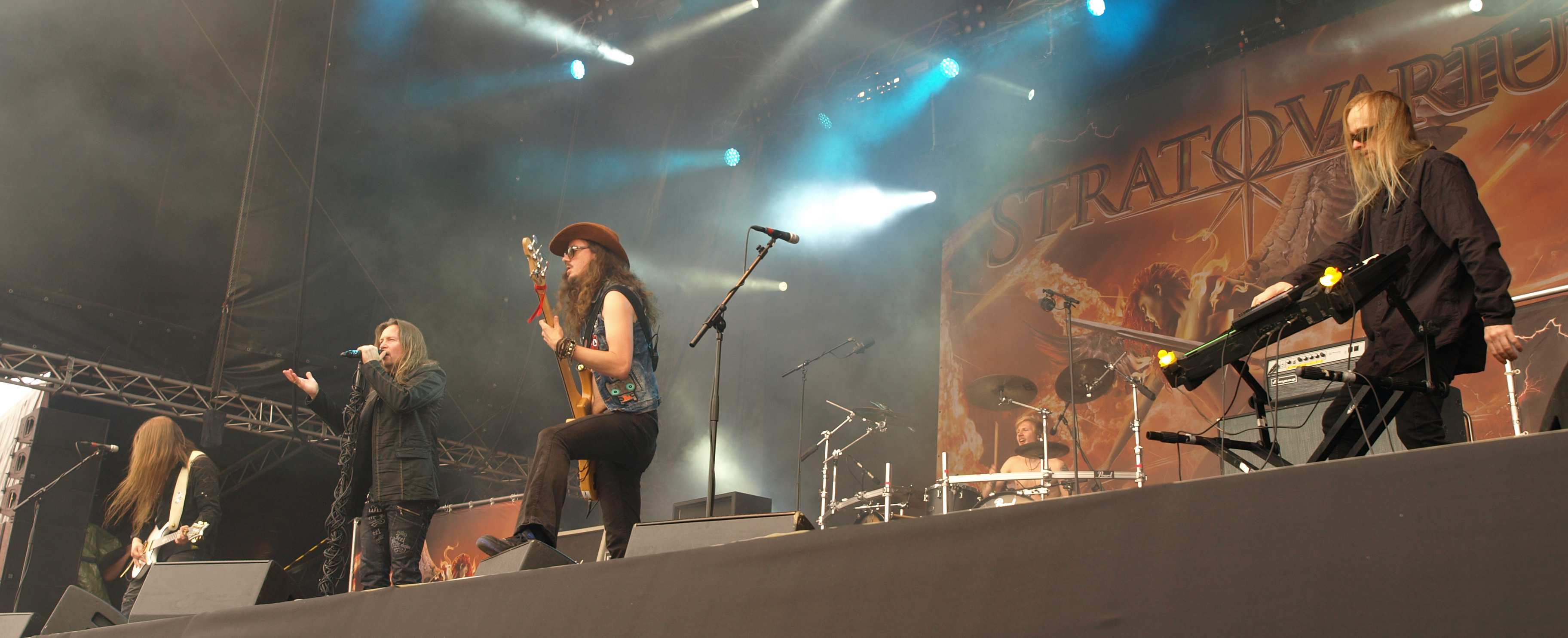
Gli Stratovarius al Tuska Open Air 2013

### Ex componenti
- Antti Ikonen - tastiere (1988 - 1995)
- Tuomo Lassila - batteria, voce (1984 - 1995)
- Katriina "Miss K" Wiiala - voce (2004)
- Staffan Stråhlman - chitarra (1984 - 1985)
- John Vihervä - basso (1984)
- Jyrki Lentonen - basso (1984-89)
- Jari Behm - basso (1992 - 1993)
- Jari Kainulainen - basso (1993 - 2005) (2017 solo per alcuni concerti)
- Timo Tolkki - voce/chitarra (voce 1985 - 1994, chitarra 1985 - 2008)
- Jörg Michael - batteria (1995 - 2012)

## Discografia
- 1989 - Fright Night
- 1992 - Twilight Time
- 1994 - Dreamspace
- 1995 - Fourth Dimension
- 1996 - Episode
- 1997 - Visions
- 1998 - Destiny
- 2000 - Infinite
- 2003 - Elements Pt. 1
- 2003 - Elements Pt. 2
- 2005 - Stratovarius
- 2009 - Polaris
- 2011 - Elysium
- 2013 - Nemesis
- 2015 - Eternal
- 2022 - Survive